# Clòdia Pulcra Tèrcia
Clòdia Pulcra Tèrcia (llatí: Clodia Pulchra Tertia) va ser la gran de les tres filles d'Api Claudi Pulcre i Cecília Metel·la Baleàrica, pares també de tres fills mascles.
Es va casar amb Quint Marci Rex, cònsol l'any 68 aC, i per aquest motiu també era anomenada Clodia Marcii. Es diu que va ser abandonada pel seu germà Publi. De fet està en discussió el nombre de germanes de Publi Clodi.